# 木梨ガイド・週末の達人
『木梨ガイド・週末の達人』（きなしがいど・しゅうまつのたつじん）は、2002年10月4日から2005年3月25日までフジテレビ系列で毎週金曜23:30 - 23:50に放送されていた深夜バラエティ番組である。

## 番組概要
この番組は、とんねるずの木梨憲武がゲストとともにいろんな場所を歩き、体験しながら、ゲストのいろんな気持ち・想いを語る番組であった。前身番組は『木梨サイクル』である。

### スポンサーについて
スタート当初はアサヒビールの一社提供だった。(ヒッチハイク枠にレイクのCMが流れた。)、2004年4月からはアサヒビールを筆頭スポンサーにほのぼのレイクを含む複数社提供になった。

## スタッフ
- ナレーション : 山崎優
- 企画構成 : おちまさと
- 技術 : 藤江雅和
- カメラ : 元木宏
- 音声 : 松本政利、増田周生
- 映像 : 塚本修
- 照明 : 小田原敬
- 美術制作 : 井上幸夫（フジテレビ）
- デザイン : 棈木陽次（フジテレビ）、COCCA
- 美術進行 : 村瀬大
- 衣裳 : 浅見彰、富岡祥寿
- メイク : 福田郁子
- 編集・MA : IMAGICA
- 音響効果 : 松下俊彦
- タイムキーパー : 江野澤郁子
- 広報 : かまやつ太郎
- ディレクター : 松藤豪、世良田佳男、木原猛
- プロデューサー : 佐々木将（フジテレビ）、小西寛
- プロデューサー・演出 : 関卓也（フジテレビ）、工藤浩之
- 技術協力 : 八峯テレビ、ニユーテレス、FLT
- 協力 : Arrival（尾崎充）
- 制作協力 : K-max
- 制作 : フジテレビバラエティ制作センター